# Pseudotatia parva
Pseudotatia parva är en fiskart som beskrevs av Mees, 1974. Pseudotatia parva ingår i släktet Pseudotatia och familjen Auchenipteridae. Inga underarter finns listade i Catalogue of Life.